# Апоморфін

Апоморфін

Апоморфі́н — блювотний засіб, похідне морфіну. Діє безпосередньо на блювотний центр головного мозку, збуджуючи його. 
Застосовується головним чином при отруєннях у тих випадках, коли неможливо зробити промивання шлунка, а також при лікуванні алкоголізму. Вводиться у водному розчині підшкірно, рідше приймається всередину.